# Баэр, Богдан
Богдан Баэр (пол. Bogdan Baer) — польский актёр театра, кино и телевидения, а также театральный режиссёр.

## Биография
Богдан Баэр родился 8 ноября 1926 года в Варшаве. Актёрское образование получил в Киношколе в Лодзи, которую окончил в 1949 году. Дебютировал в театре в 1949 г. Актёр театров во Вроцлаве (Польский театр во Вроцлаве 1949—50), Лодзи (Новый театр 1950—63 и 1976—81), Варшаве (Национальный театр 1963—69, «Атенеум» 1969—74, Драматический театр 1974—76, Польский театр в Варшаве 1981—92). Выступал в спектаклях «театра телевидения» в 1960—1997 гг. Умер 28 августа 2002 года в Варшаве. Похоронен на кладбище «Воинское Повонзки».

## Избранная фильмография
- 1953 — Солдат Победы / Żołnierz Zwycięstwa — караульный в фабрике
- 1953 — Пятеро с улицы Барской / Piątka z ulicy Barskiej — свидетель на процессе
- 1953 — Трудная любовь / Trudna miłość — прохожий
- 1955 — Три старта / Trzy starty — велосипедист
- 1956 — Три женщины / Trzy kobiety — клиент в пекарне
- 1957 — Ева хочет спать / Ewa chce spać — булочник
- 1958 — Эроика / Eroica — венгерский офицер
- 1958 — Галоши счастья / Kalosze szczęścia — пожарный играющая на трубке
- 1958 — Городок / Miasteczko — пожарный
- 1959 — Крест храбрых / Krzyż Walecznych — Болеслав Петрак, парикмахер
- 1959 — Скандал из-за Баси / Awantura o Basię — Михалек, слуга Ольшовского
- 1960 — Тысяча талеров / Tysiąc talarów — жених
- 1960 — Счастливчик Антони / Szczęściarz Antoni — пьянчуга
- 1960 — Пиковый валет / Walet pikowy — Михал
- 1960 — Крестоносцы / Krzyżacy — шут из Щитно
- 1961 — Тарпаны / Tarpany — эпизод
- 1961 — История желтой туфельки / Historia żółtej ciżemki — Игнац, помощник Фейта Штоса
- 1961 — Сегодня ночью погибнет город / Dziś w nocy umrze miasto — эскортирующий пленников
- 1964 — Рукопись, найденная в Сарагосе / Rękopis znaleziony w Saragossie — гость на свадьбе отца ван Вордена
- 1965 — Всегда в воскресенье / Zawsze w niedzielę — Вальчак, тренер Ганки
- 1966 — Марыся и Наполеон / Marysia i Napoleon — гид
- 1966 — Барьер / Bariera — мужчина в баре
- 1968 — Пароль «Корн» / Hasło Korn — Людвик Бендзиньский, часовщик
- 1969 — Новый / Nowy — магистр Ежи Ясиньский, лектор из Варшавы
- 1970 — Пейзаж с героем / Pejzaż z bohaterem — комендант пожарной охраны
- 1970 — Доктор Эва / Doktor Ewa — сановник на торжественном открытии мотеля (только в 8-й серии)
- 1971 — Миллион за Лауру / Milion za Laurę — Кароль Буляк, торговец на базаре
- 1971 — Беспокойный постоялец / Kłopotliwy gość — работник горсовета
- 1974 — Сколько той жизни / Ile jest życia — Ренкавек, секретарь надлесничества
- 1975 — Опали листья с деревьев / Opadły liście z drzew — свидетель Иеговы
- 1975 — Директора / Dyrektorzy — Роберт Грабовский
- 1976-1977 — Сорокалетний / 40-latek — директор Антек Почеха
- 1977 — Кукла / Lalka — Шпрот
- 1978 — Хэлло, Шпицбрудка / Hallo Szpicbródka — судебный пристав
- 1979 — Урок мёртвого языка / Lekcja martwego języka — поп
- 1980 — Семья Лесьневских / Rodzina Leśniewskich — профессор Скубишевский
- 1992 — Маленький апокалипсис / La Petite Apocalypse — швейцар в консульстве
- 1992 — Холостяцкая жизнь на чужбине / Kawalerskie życie na obczyźnie — врач на выставке
- 1993 — Новые приключения Арсена Люпена / Les Nouveaux Exploits d’Arsène Lupin — Тадеуш, мажордом
- 1995 — Ничего смешного / Nic śmiesznego — режиссёр фильма с дымом

## Признание
- 1974 — Золотой Крест Заслуги.
- 1984 — Кавалерский крест Ордена Возрождения Польши.
- 1987 — Награда I-ой ступени Министра культуры и искусства ПНР.